# Plumerieae
A Plumerieae a zárvatermők (Magnoliophyta) közé tartozó tárnicsvirágúak (Gentianales) rendjében a meténgfélék (vagy télizöldfélék, Apocynaceae) családjának egyik nemzetségcsoportja tíz nemzetséggel.